# هزيت (المهرة)

تعديل مصدري - تعديل

هزيت هي إحدى قرى عزلة قشن بمديرية قشن التابعة لمحافظة المهرة، بلغ تعداد سكانها 50 نسمة حسب تعداد اليمن لعام 2004.